# Mỹ Thành Nam
Mỹ Thành Nam là một xã thuộc huyện Cai Lậy, tỉnh Tiền Giang, Việt Nam.

## Địa lý
Xã Mỹ Thành Nam tiếp giáp xã Mỹ Thành Bắc ở phía tây bắc, tiếp giáp xã Thạnh Lộc ở phía đông bắc, tiếp giáp xã Phú Nhuận ở phía đông, tiếp giáp các xã Phú An và An Cư ở phía nam, tiếp giáp xã Hậu Mỹ Trinh của huyện Cái Bè ở phía tây.
Các sông, kênh, rạch chảy qua địa bàn xã gồm: Kênh 9, Kênh 10, kênh Cấp 2, kênh Bà Rằng, kênh Bảy Thường, sông Bà Tồn, rạch Bưng Thôn Trang, kênh Cả Gáo,, kênh Cầu Ngang, rạch Cây Trăm, rạch Chùa, kênh Chà Là, rạch Đập Đìa Dứa, kênh Đất Làng, kênh Đường Nước, kênh Giữa, kênh Kháng Chiến, kênh Mới, kênh Một Thước, kênh Ngang, kênh Phong Trào, kênh Ranh Cái, rạch Thôn Trác, kênh 500, kênh 1 Tháng 5, kênh Ba Thước, kênh Cà Nhíp, kênh Chùa, kênh Đầu Ngàn, kênh Đìa Muồng, kênh Nguyễn Văn Tiếp, kênh Thầy Nô.

## Hành chính
Xã Mỹ Thành Nam có diện tích 21,79 km², dân số năm 2013 là 12.652 người, mật độ dân số đạt 581 người/km².
Xã Mỹ Thành Nam được chia thành 8 ấp: 5, 6, 7, 8, 9A, 9B, 10, 11.

## Lịch sử
Ngày 27 tháng 6 năm 1949, địa bàn xã diễn ra trận đánh của 500 quân Pháp và đồng minh với Tiểu đoàn 307 và quân du kích địa phương của Quân đội nhân dân Việt Nam. Kết quả, phía Quân đội nhân dân Việt Nam rút lui.

### Di tích
- Chùa Phước Sơn tại ấp 5, có từ thế kỷ 19, là di tích lịch sử cách mạng cấp tỉnh.[6]
- Đình Giai Phú tại ấp 5, có từ năm 1866 là di tích lịch sử - văn hóa cấp tỉnh.[7]

## Kinh tế – Xã hội
Hầu hết dân cư sống bằng nông nghiệp, canh tác trồng lúa nước, diện tích đồng lúa là 1.429 ha (hơn 14 km²). Xã đã được chứng nhận sản xuất và chế biến gạo đạt tiêu chuẩn GlobalGAP (sản xuất nông nghiệp tốt toàn cầu) vào năm 2009. Đây là chứng nhận GlobalGAP đầu tiên của Việt Nam và các nước sản xuất lúa gạo ở Đông Nam Á. Các giống lúa chất lượng cao được trồng là OM 4900 và OM 5451 trong 3 vụ Đông Xuân, Xuân Hè và Hè Thu, năng suất 70 tạ/ha (7 tấn/ha), cao nhất là 9 tấn/ha.
Xã có 2 hợp tác xã là Hợp tác xã Mỹ Thành và Hợp tác xã nông nghiệp Mỹ Thành Nam. Hợp tác xã nông nghiệp Mỹ Thành Nam đi đầu trong việc trồng lúa đạt tiêu chí GlobalGAP và liên kết doanh nghiệp bao tiêu theo mô hình "Cánh đồng lớn" hằng trăm ha ruộng lúa. Gạo chất lượng cao của xã đã được đặt Thương hiệu "gạo Mỹ Thành", được xuất khẩu sang nhiều nước. Khó khăn của sản xuất lúa là đầu ra thị trường không phải lúc nào cũng ổn định, giá cả bấp bênh, thậm chí không bán được trong một số giai đoạn.
Mỹ Thành Nam cũng được chọn làm thí điểm nhiều mô hình ứng dụng khoa học công nghệ vào sản xuất, như: Chương trình "Sức khỏe hạt giống", Chương trình "Quản lý chuột cộng đồng", Chương trình "Cánh đồng lúa sạch", Chương trình "3 giảm, 3 tăng" và chương trình "Xây dựng quy trình sản xuất lúa chất lượng cao, an toàn" (CLC, AT). Từ năm 2017, Trạm Khuyến nông tỉnh Tiền Giang phối hợp Hội Nông dân xã Mỹ Thành Nam (huyện Cai Lậy) triển khai thí điểm cho nông dân trên địa bàn xã "Nuôi lươn thương phẩm không bùn an toàn sinh học" và đã đạt hiệu quả kinh tế. Nông dân địa phương chuyển dần sang hướng đa dạng hóa trong sản xuất nông nghiệp, bên cạnh trồng lúa còn kết hợp nhiều mô hình, như: mô hình trồng lúa chất lượng cao kết hợp trồng cây ăn trái, mô hình nuôi ếch kết hợp cá nước ngọt, mô hình trồng lúa chất lượng cao kết hợp chăn nuôi gia súc.
Xã có hai trung tâm mua bán lớn là chợ Bà Tồn nằm trên Quốc lộ 1, con đường là ranh giới phía nam của xã Mỹ Thành Nam với xã Phú An, chợ thứ hai là chợ Ngã Năm nằm ở phía đông, thuộc khu vực ngã năm của 5 con sông, tiếp giáp với xã Phú Nhuận. Thu nhập bình quân đầu người của xã là 50 triệu đồng (VND)/năm.

## Ảnh

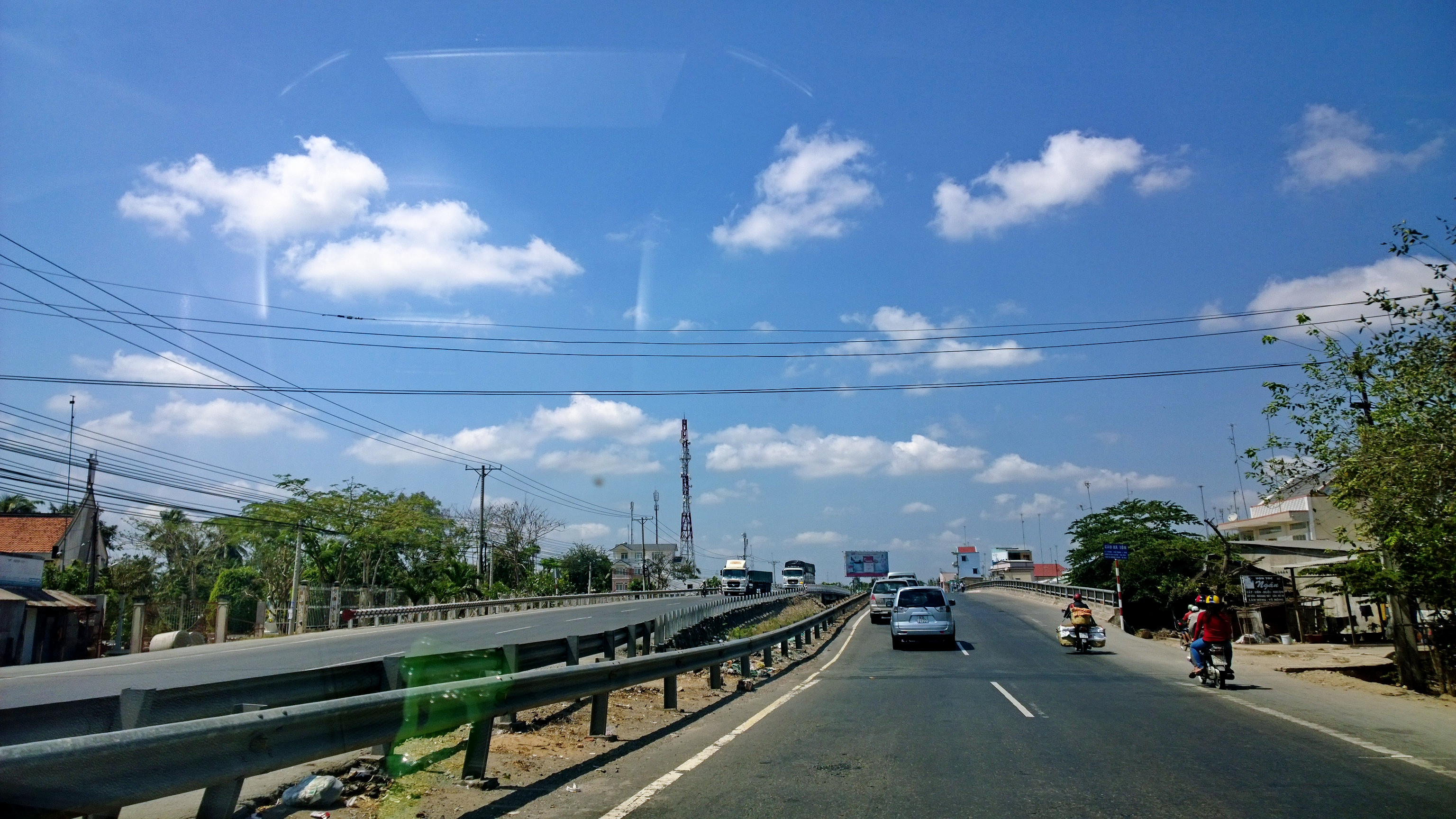
Cầu Bà Tồn, ngay chợ Bà Tồn.
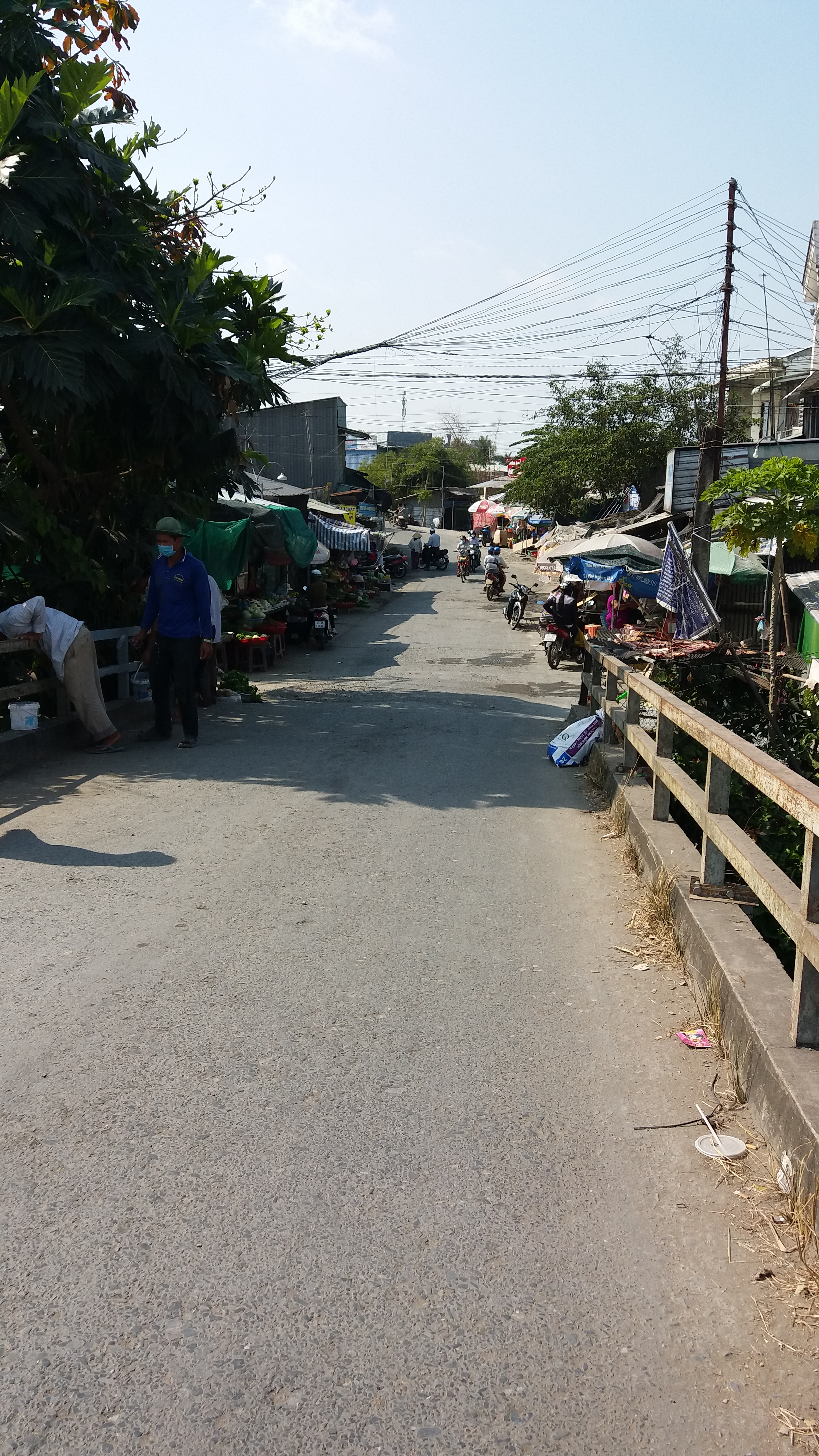
chợ Ngã Năm xã Mỹ Thành Nam.
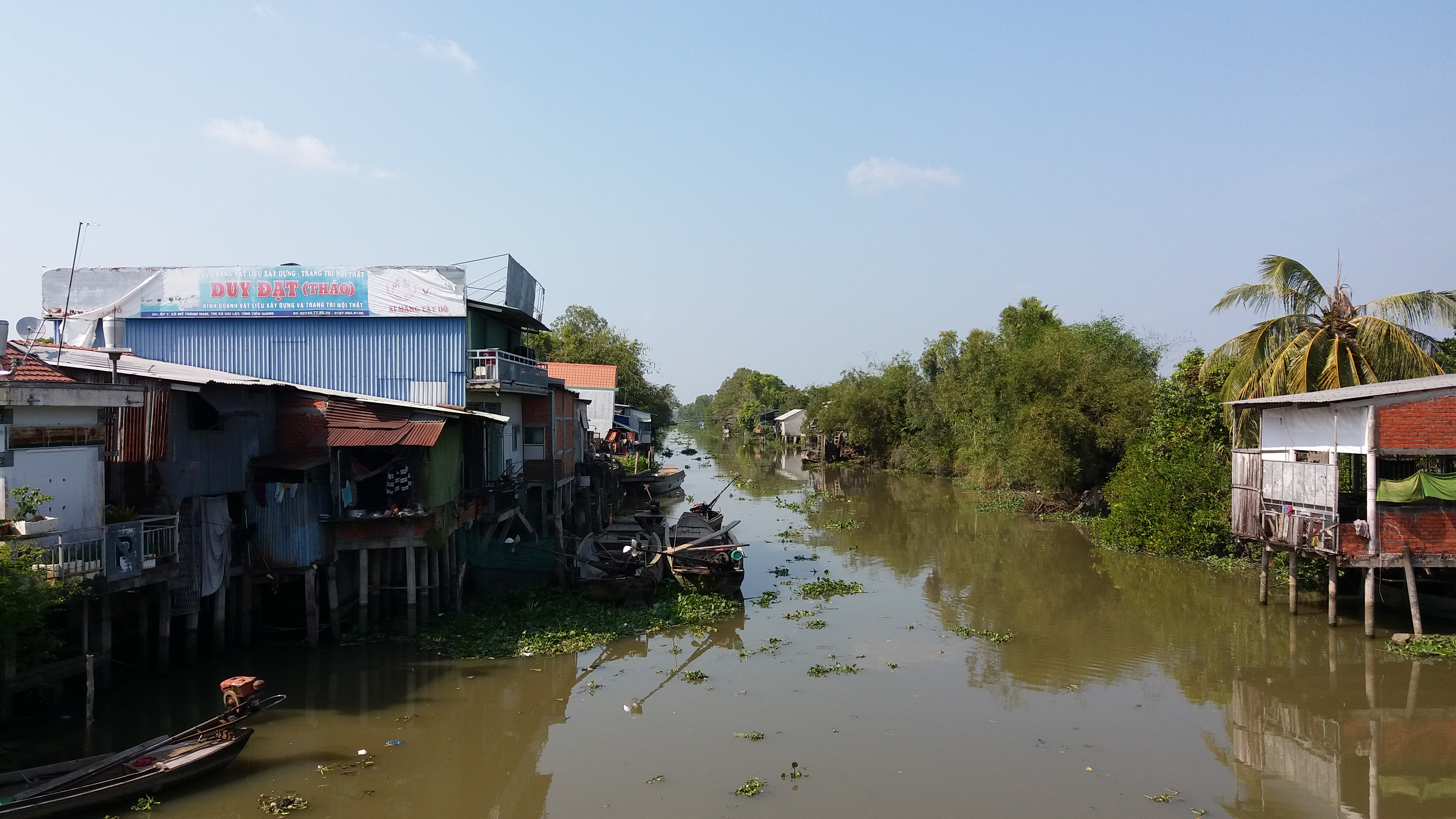
kênh 10.
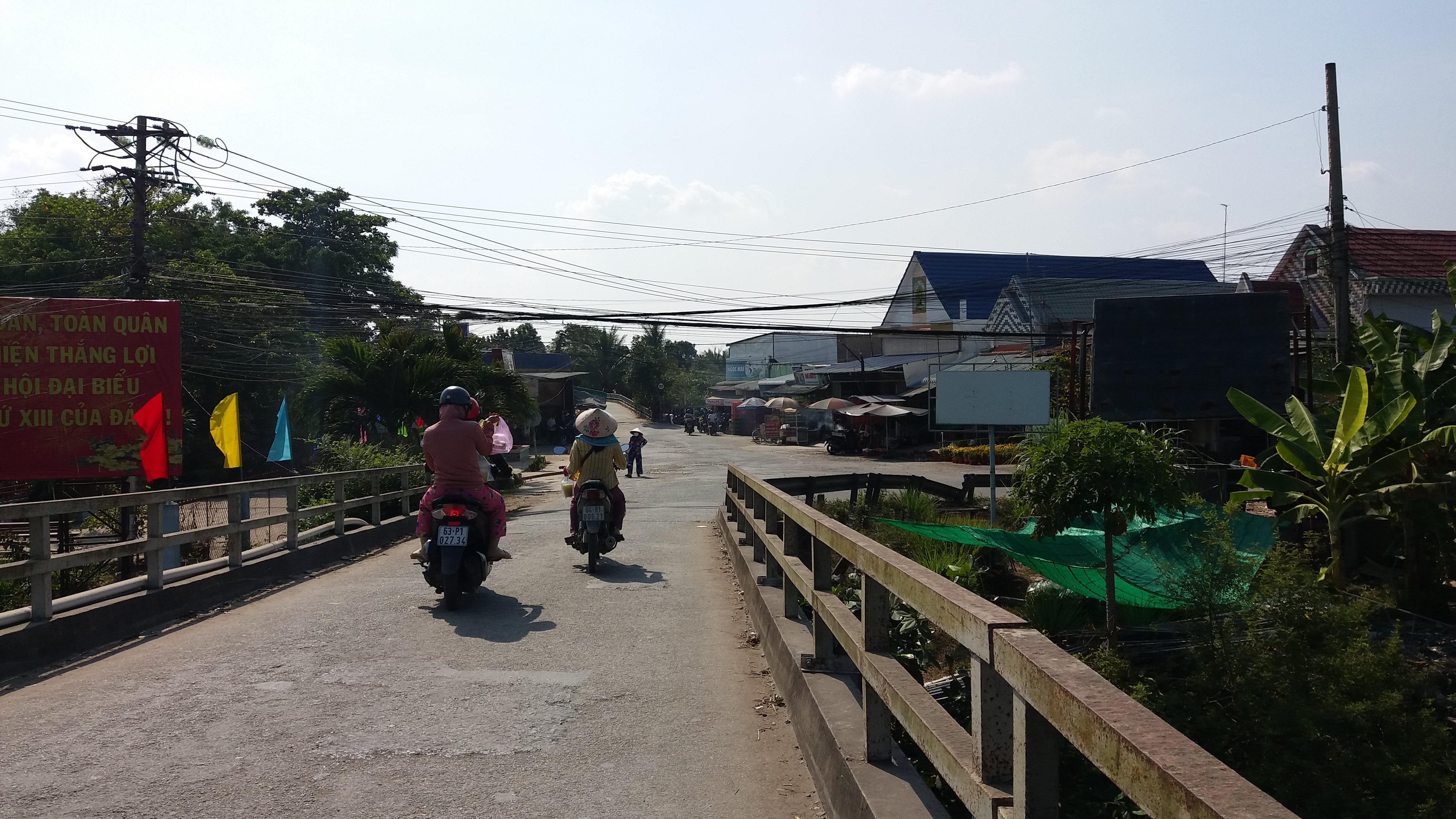
chợ Ngã Năm xã Mỹ Thành Nam.
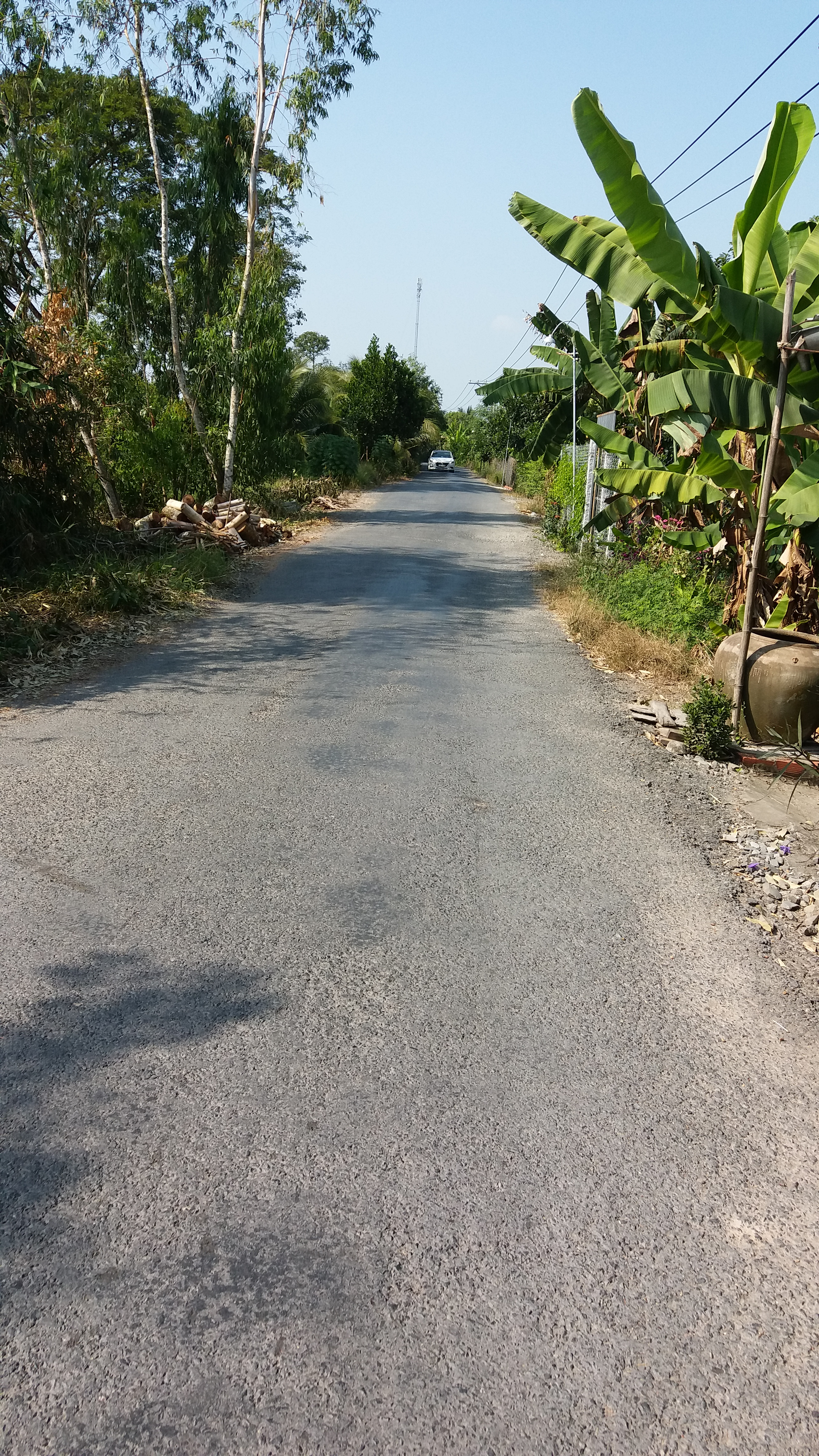
Huyện lộ 68 qua xã.
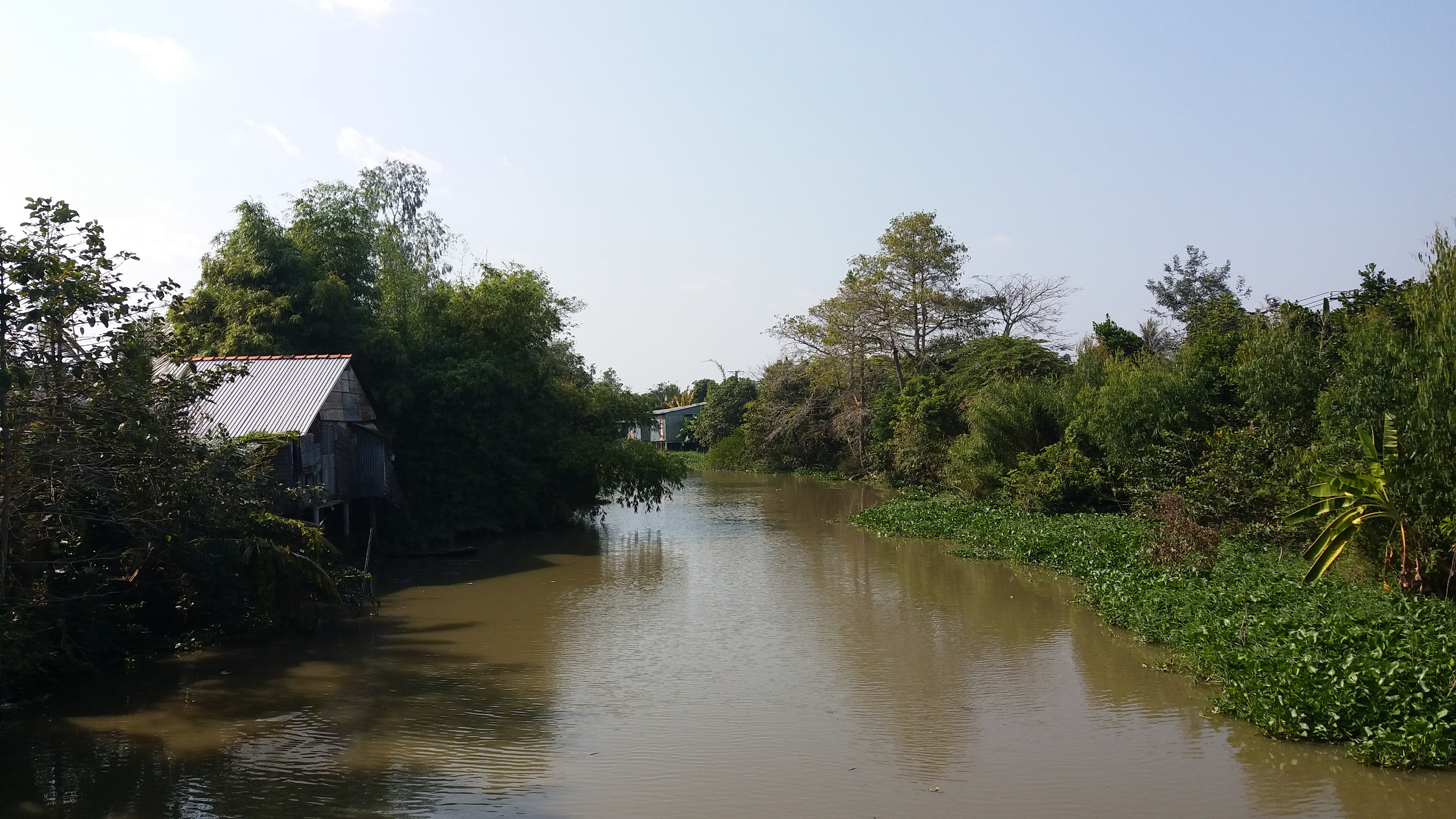
kênh Cả Gáo đoạn qua xã.
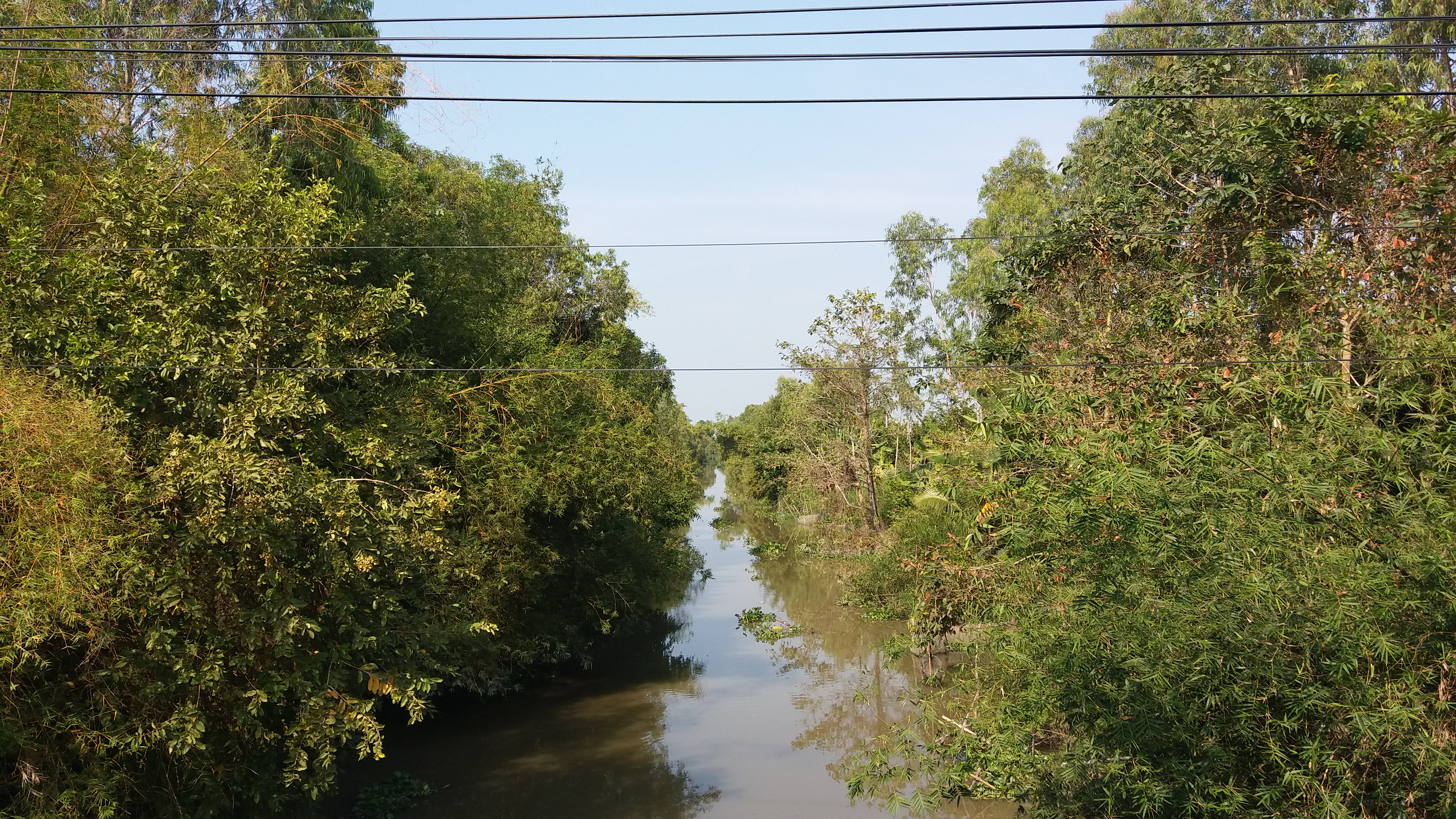
một con kênh nhỏ.
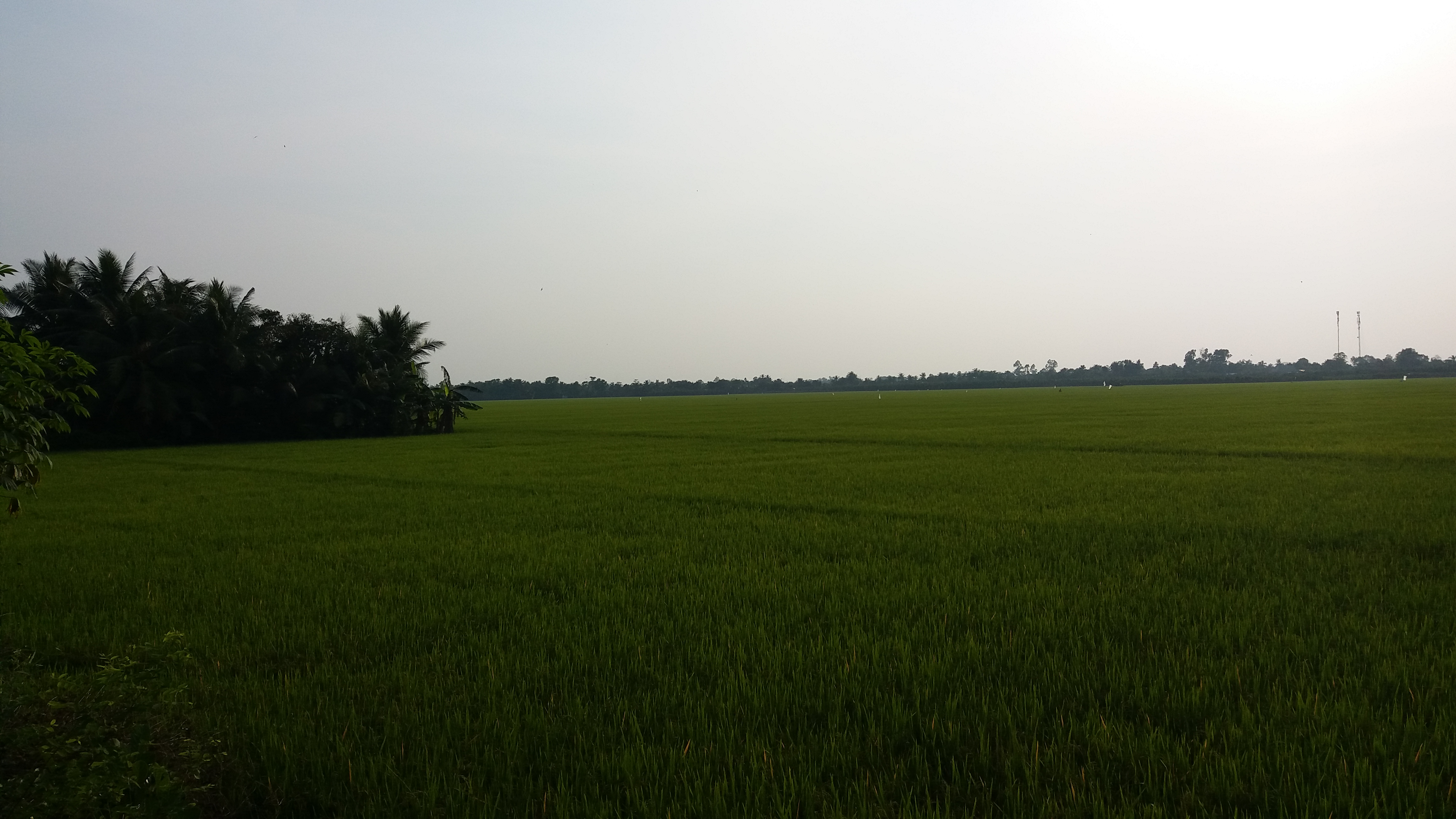
một cánh đồng trong xã.
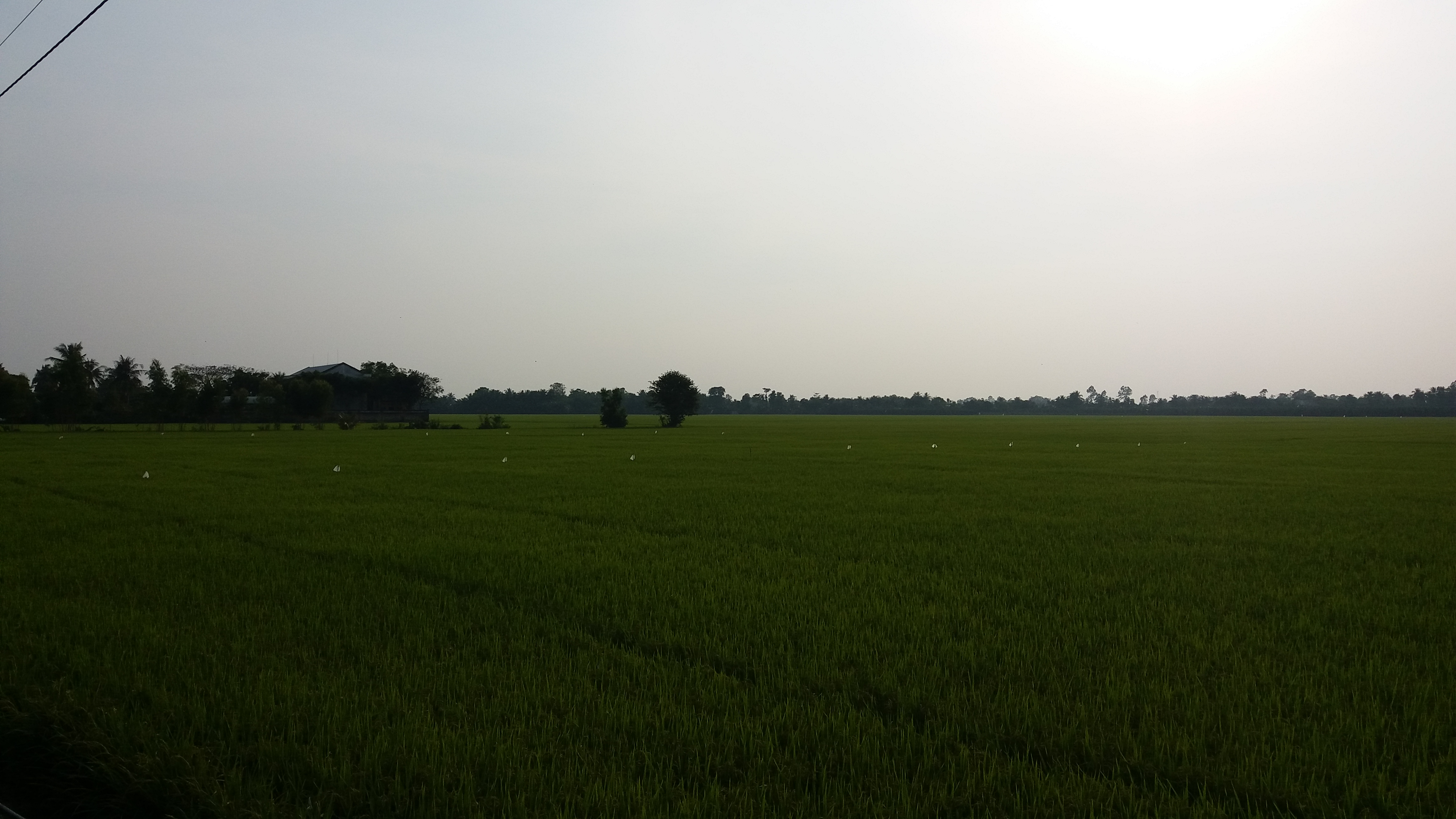
một cánh đồng trong xã.
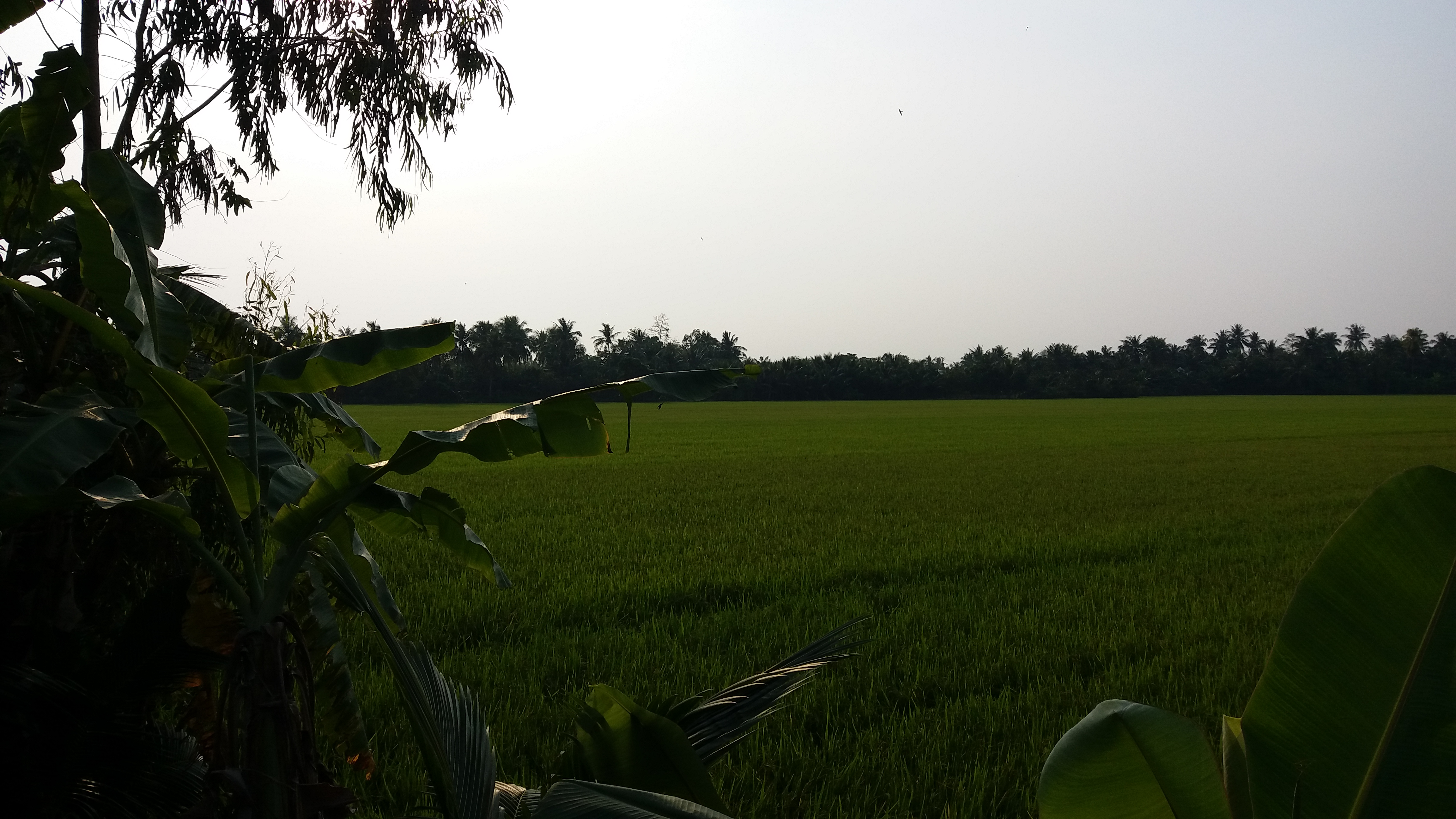
một cánh đồng trong xã.
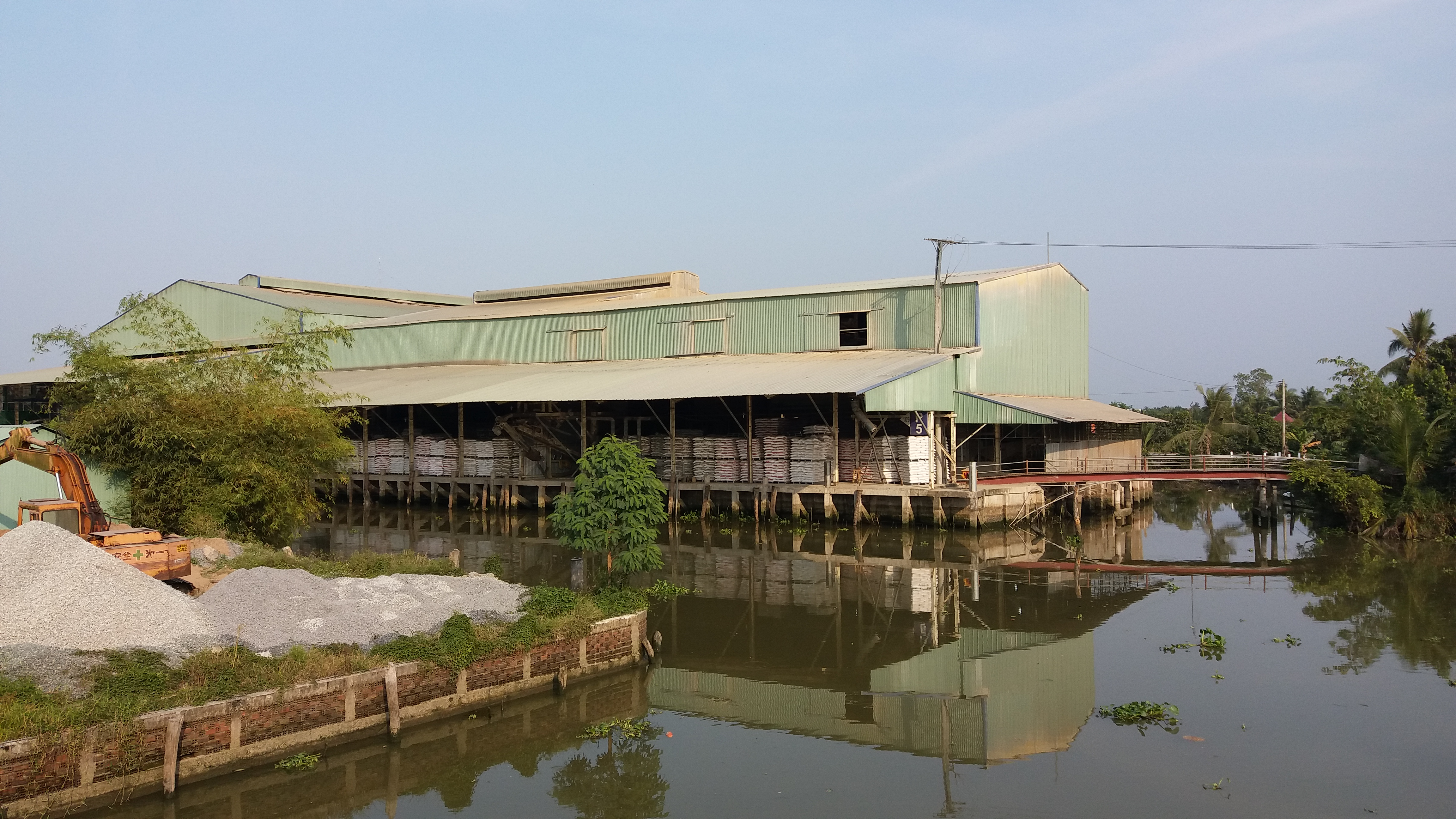
khu vực cầu Cây Kè.
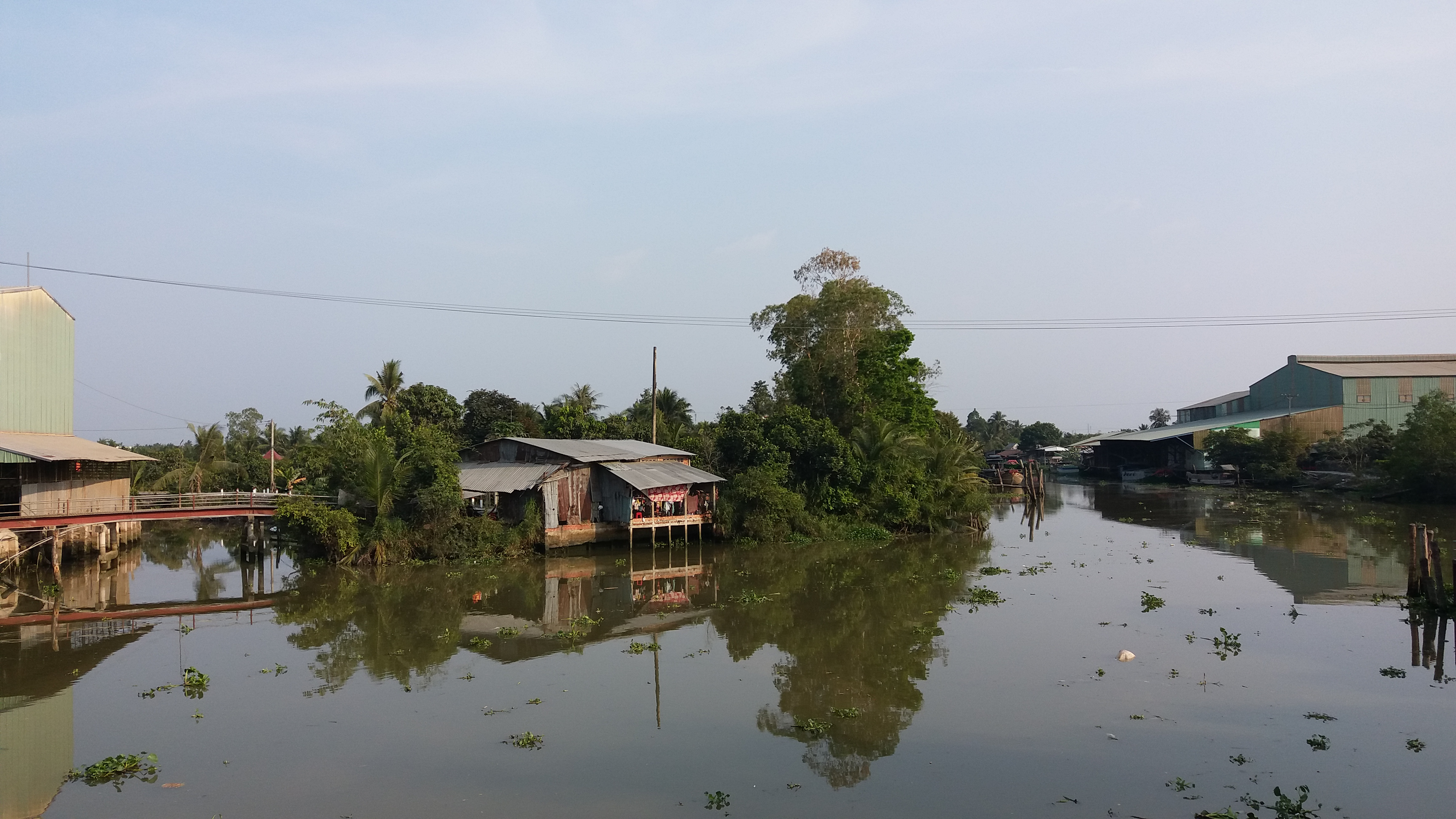
khu vực cầu Cây Kè.
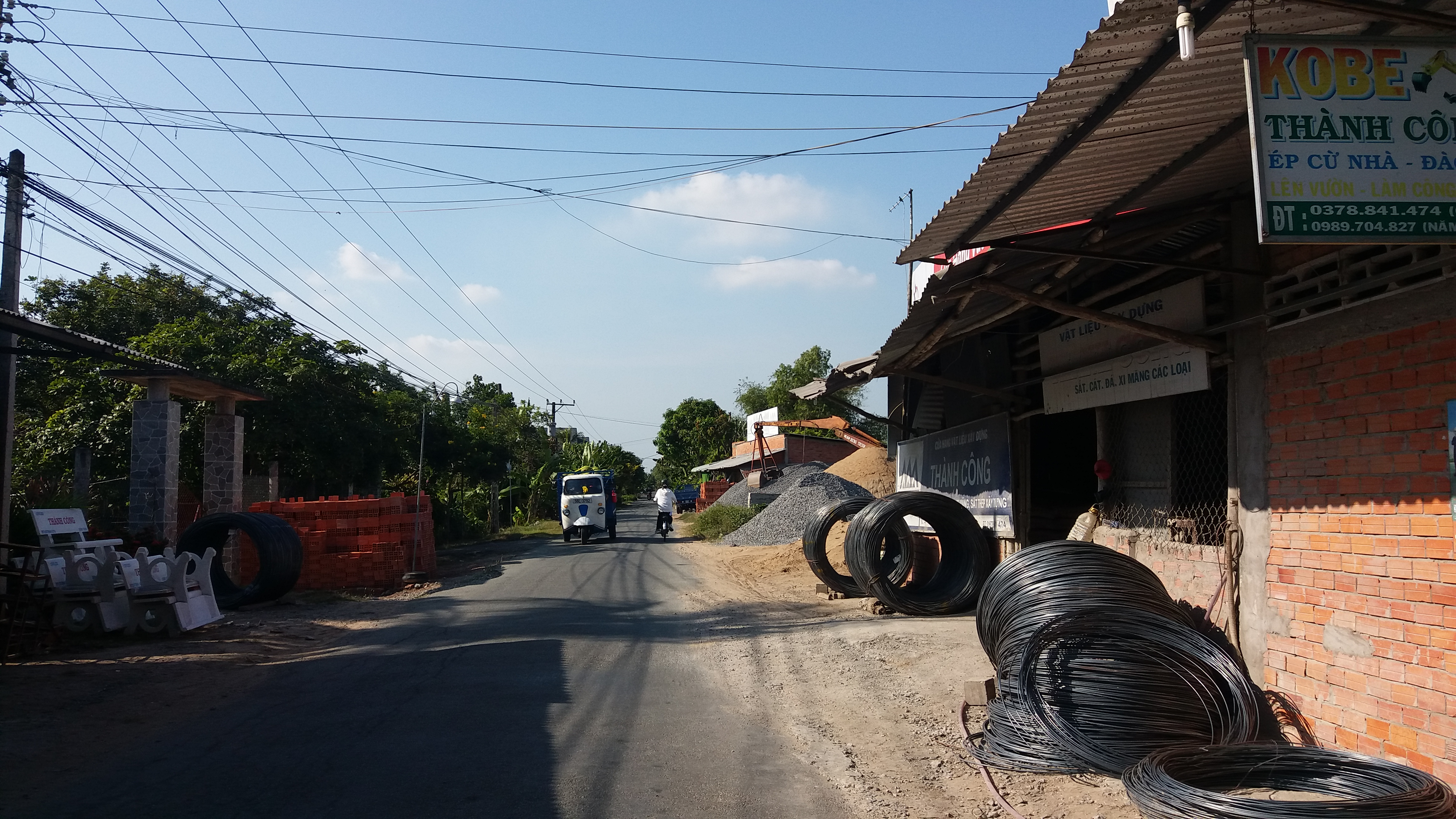
Huyện lộ 66 qua xã.